# 권철 (배우)
권철(1961년 4월 25일 ~  )은 대한민국의 배우이다.

## 출연 작품

### 영화
- 《아빠는 예쁘다》 (2019년) - 임 차장 역
- 《동화》 (2018년) - 진석 역
- 《우리들의 일기》 (2017년) - 현수 부 역
- 《더 킹》 (2017년) - 고위검사 2 역
- 《검은 사제들》 (2015년) - 선임경찰 역
- 《악인은 살아 있다》 (2015년) - 캐피탈 사장 역
- 《저녁식사》 (2014년)
- 《신의 한 수》 (2014년) - 태석중년상대 역
- 《악인은 너무 많다》 (2011년) - 백진구 역
- 《투혼》 (2011년) - 초등학교 야구부감독 역
- 《도쿄 택시》 (2010년) - 한국 택시기사 1 역
- 《핑크토끼》 (2009년) - 백한근 역
- 《오구》 (2003년) - 권 주사 역
- 《나비》 (2003년) - 목사 역
- 《밀애》 (2002년) - 예선 남편 역

### 방송 프로그램
- 《경찰청 사람들》
- 《현장추적 싸이렌》

## 수상
- 1999년 부산연극제 최우수 남자연기상
- 1998년 부산연극제 최우수 남자연기상
- 1993년 부산연극인상